# إلمر باومان
إلمر باومان (بالإنجليزية: Elmer Baumann)‏ هو نقابي وعامل كهربائي وسياسي أمريكي، ولد في 29 أكتوبر 1884، وتوفي في 1935. انتخب عضو جمعية ولاية ويسكونسن.